# Hannibal (Mirko Jelusich)
Hannibal ist ein historisch-biographischer Roman des österreichischen Schriftstellers Mirko Jelusich über den punischen Heerführer Hannibal.

## Inhalt
„Hannibal“ erschien zum ersten Mal 1934 im Wiener Verlag Speidl. Jelusich erzählt die Lebensgeschichte Hannibals von seiner Kindheit bis zu seinem Selbstmord, mit dem der Feldherr der Ergreifung durch die Römer zuvor kommt.
Sein Vater Hamilkar lässt den Knaben Hannibal zu Beginn des Romans vor den Göttern im Tempel Karthagos schwören, sein ganzes Leben der Vernichtung Roms zu weihen. Damit ist der Lebensweg Hannibals vorgegeben. Jelusich zeichnet Hannibal als genialen und umsichtigen Machtmenschen, der sein Leben dem großen Ziel der Vernichtung Roms unterordnet; denn nach ihrer ständigen geographischen Ausdehnung kann nur das Volk der „römischen Wölfe“ oder das der „punischen Wildkatzen“ überleben.
Der Roman ist in einfacher Sprache, gut lesbar geschrieben und war daher auch in den 1930ern als „Roman für die Jugend“ verbreitet. Hervorzuheben ist die Schilderung der Wanderung über die „weiße Wand“ der Alpen, in der Jelusich poetische Sprachkraft beweist. Hannibal wird in den Schlachten, die er in Italien schlägt, als genialer und listiger Feldherr porträtiert, der letztlich nur am Krämergeist des „Rats der Alten“, der karthagischen Regierung, scheitert. Dieser bewilligt ihm nicht die zur greifbaren Niederwerfung Roms erforderlichen Mittel. Jelusich entwirft von Hannibal das Bild eines pragmatischen Machtmenschen, der aber auch zu vertrauensvoller Freundschaft zum Spartiaten Somylos und Zuneigung zu einem Mädchen, das ihn zeitlebens als Magd treu begleitet, fähig ist. Psychologische Tiefe erreicht der Roman allerdings nicht, sondern bleibt eine spannend erzählte Aneinanderreihung der historischen Abläufe, die in der Abfolge korrekt wiedergegeben werden.
Hannibal wird nicht nur glorifiziert, sondern es wird auch seine Skrupellosigkeit aufgezeigt. Bei seiner letzten Schlacht gegen die Römer, von der er weiß, dass er sie nur verlieren kann, wenn er die Weisungen des Rats der Alten befolgt, tut er genau dies und schlägt sie im vollen Bewusstsein der kommenden Niederlage. Er verlässt dabei sein dem Untergang geweihtes Heer, einerseits, um ganz Karthago aufzuzeigen, dass die Weisungen des Rats der Alten falsch waren. Er sollte nämlich die jetzt endlich von Karthago geschickten Elefanten in vorderster Reihe gegen die Römer marschieren zu lassen. Obwohl Hannibal die Taktik der Römer, die dazu führt, dass sich die Elefanten letztlich sogar gegen das punische Heer wenden werden, durchschaut, befolgt er die taktisch falschen Anweisungen. Andererseits verlässt Hannibal aber auch sein Heer, um als Feldherr zur Verteidigung Karthagos gegen Rom zur Verfügung zu stehen. In Karthago wird Hannibal vom Volk zum Regierungschef gewählt. Er beweist sich als harter Reformer, der jegliche Vetternwirtschaft in Karthago abschafft. Dies führt dazu, dass die Oberschicht Karthagos, auf die er die an Rom zu entrichtenden Steuern abwälzt, ihn bei den Römern diffamiert. Gewarnt von einem römischen Gesandten entzieht er sich der Festnahme durch die Römer, indem er flieht und sich als Feldherr für andere Reiche im Kampf gegen Rom verdingt.